# Eishockey-Europapokal 1974/75
Der Eishockey-Europapokal in der Saison 1974/75 war die zehnte Austragung des gleichnamigen Wettbewerbs durch die Internationale Eishockey-Föderation IIHF. Der Wettbewerb begann im September 1974; das Finale wurde im Februar 1975 ausgespielt. Insgesamt nahmen 16 Mannschaften teil. Krylja Sowetow Moskau gewann zum ersten Mal den Titel.

## Modus und Teilnehmer
Die Landesmeister des Spieljahres 1973/74 der europäischen Mitglieder der IIHF waren für den Wettbewerb qualifiziert. Der Wettbewerb wurde im K.-o.-System in Hin- und Rückspiel ausgetragen. Der sowjetische Meister Krylja Sowetow Moskau sowie der tschechoslowakische Meister ASD Dukla Jihlava waren dabei für das Halbfinale gesetzt.
| - SG Cortina d’Ampezzo - EC Klagenfurter AC - Tilburg Trappers - Berliner SC - SHC Saint Gervais - Hasle-Løren IL Oslo - Ferencváros Budapest - ZSKA Sofia | - Podhale Nowy Targ - HK Olimpija Ljubljana - SG Dynamo Weißwasser - HIFK Helsinki - SC Bern (gesetzt für die 2. Runde) - Leksands IF (gesetzt für die 2. Runde) - ASD Dukla Jihlava (gesetzt für das Halbfinale) - Krylja Sowetow Moskau (gesetzt für das Halbfinale) |

## Turnier

### 1. Runde
|                       |                      | Gesamt | 1. Spiel | 2. Spiel              |
| --------------------- | -------------------- | ------ | -------- | --------------------- |
| SG Cortina d’Ampezzo  | EC Klagenfurter AC   | 6:9    | 2:5      | 3:4                   |
| SHC Saint Gervais     | Ferencváros Budapest | 2:13   | 0:7      | 2:6                   |
| HK Olimpija Ljubljana | ZSKA Sofia           | 10:3   | 6:2      | 4:1                   |
| SG Dynamo Weißwasser  | Tilburg Trappers     | 17:4   | 14:2     | 3:2                   |
| Berliner SC           | Hasle-Løren IL Oslo  | 13:8   | 7:5      | 6:3                   |
| HIFK Helsinki         | Podhale Nowy Targ    | 17:15  | 8:7      | 6:7 n. V. → 3:1 n. P. |

### 2. Runde
|                       |                      | Gesamt              | 1. Spiel            | 2. Spiel            |
| --------------------- | -------------------- | ------------------- | ------------------- | ------------------- |
| EC Klagenfurter AC    | Ferencváros Budapest | 13:11               | 8:6                 | 5:5                 |
| HK Olimpija Ljubljana | SG Dynamo Weißwasser | 6:14                | 4:6                 | 2:8                 |
| Berliner SC           | SC Bern              | 8:7                 | 3:4                 | 5:3                 |
| HIFK Helsinki         | Leksands IF          | Leksand verzichtete | Leksand verzichtete | Leksand verzichtete |

### 3. Runde
|                    |                      | Gesamt | 1. Spiel | 2. Spiel |
| ------------------ | -------------------- | ------ | -------- | -------- |
| EC Klagenfurter AC | SG Dynamo Weißwasser | 4:15   | 1:8      | 3:7      |
| Berliner SC        | HIFK Helsinki        | 3:7    | 1:3      | 2:4      |

Ein Freilos für die dritte Runde erhielten  ASD Dukla Jihlava und  Krylja Sowetow Moskau.

### Halbfinale
|                       |                      | Gesamt | 1. Spiel | 2. Spiel |
| --------------------- | -------------------- | ------ | -------- | -------- |
| Krylja Sowetow Moskau | SG Dynamo Weißwasser | 8:4    | 4:1      | 4:3      |
| HIFK Helsinki         | ASD Dukla Jihlava    | 6:17   | 2:7      | 4:10     |

### Finale
| 17. Februar 1975 | ASD Dukla Jihlava František Černík (10.) Jiří Holík (31.) Vladimír Veith (33.) | 3:2 (1:0, 2:1, 0:1) | Krylja Sowetow Moskau Wiktor Tjumenew (35.) Juri Lebedew (56.) | Jihlava Zuschauer: 8.000 |

| 19. Februar 1975 | Krylja Sowetow Moskau Wladimir Rasko (4.) Jewgeni Simin (11.) Igor Romaschin (29.) Juri Schatalow (43.) Wladimir Lokotko (46.) Sergei Kotow (52.) Jewgeni Simin (56.) | 7:0 (2:0, 1:0, 4:0) | ASD Dukla Jihlava | Moskau |

## Siegermannschaft
| Europapokalsieger Krylja Sowetow Moskau | Torhüter: Alexander Sidelnikow Verteidiger: Sergei Babinow, Sergei Gluchow, Wladimir Lokotko, Juri Schatalow, Juri Terjochin, Juri Tjurin Angreifer: Wjatscheslaw Anissin, Alexander Bodunow, Wladimir Gostjuschew, Alexander Gurjew, Sergei Kapustin, Sergei Kotow, Juri Lebedew, Wladimir Rasko, Wladimir Repnjow, Igor Romaschin, Jewgeni Simin, Wiktor Tjumenew Cheftrainer: Boris Kulagin |